# Ань-Штегь
Ань-Штегь (англ. Staigue stone fort, ирл. An Stéig — [ənʲ-ʃtʲeːɟ]) — доисторический форт, расположенный в Ирландии, в графстве Керри, неподалёку от деревни Сним. Был построен в промежуток 300—400 года нашей эры, как оборонительное сооружение местного короля. Является интересным объектом с точки зрения строительства, так как был построен без известкового раствора; внутри расположена сложная система лестниц и проходов.
Форт является кандидатом на включение в список Всемирного наследия ЮНЕСКО в Ирландии.